# Невил (Квебек)
Невил (фр. Neuville) је град у Канади у покрајини Квебек. Према резултатима пописа 2011. у граду је живело 3.888 становника.

## Становништво
Према резултатима пописа становништва из 2011. у граду је живело 3.888 становника, што је за 6,9% више у односу на попис из 2006. када је регистровано 3.638 житеља.
| 2006. | 2011. | 2016. |
| ----- | ----- | ----- |
| 3.638 | 3.888 | 4.392 |